# Онета
Онета (итал. Oneta) — коммуна в Италии, располагается в регионе Ломбардия, в провинции Бергамо.
Население составляет 714 человек (2008 г.), плотность населения составляет 40 чел./км². Занимает площадь 18 км². Почтовый индекс — 24020. Телефонный код — 035.
В коммуне 15 августа особо празднуется Успение Пресвятой Богородицы. Покровителями коммуны почитаются святой апостол Варфоломей, празднование 24 августа, и Sant’Antonio di Padova (Cantoni), празднование 13 июня.

## Демография
Динамика населения:

## Администрация коммуны
- Официальный сайт: http://www.comune.oneta.bg.it/ Архивная копия от 26 июня 2009 на Wayback Machine